# Universidad del Norte de Columbia Británica

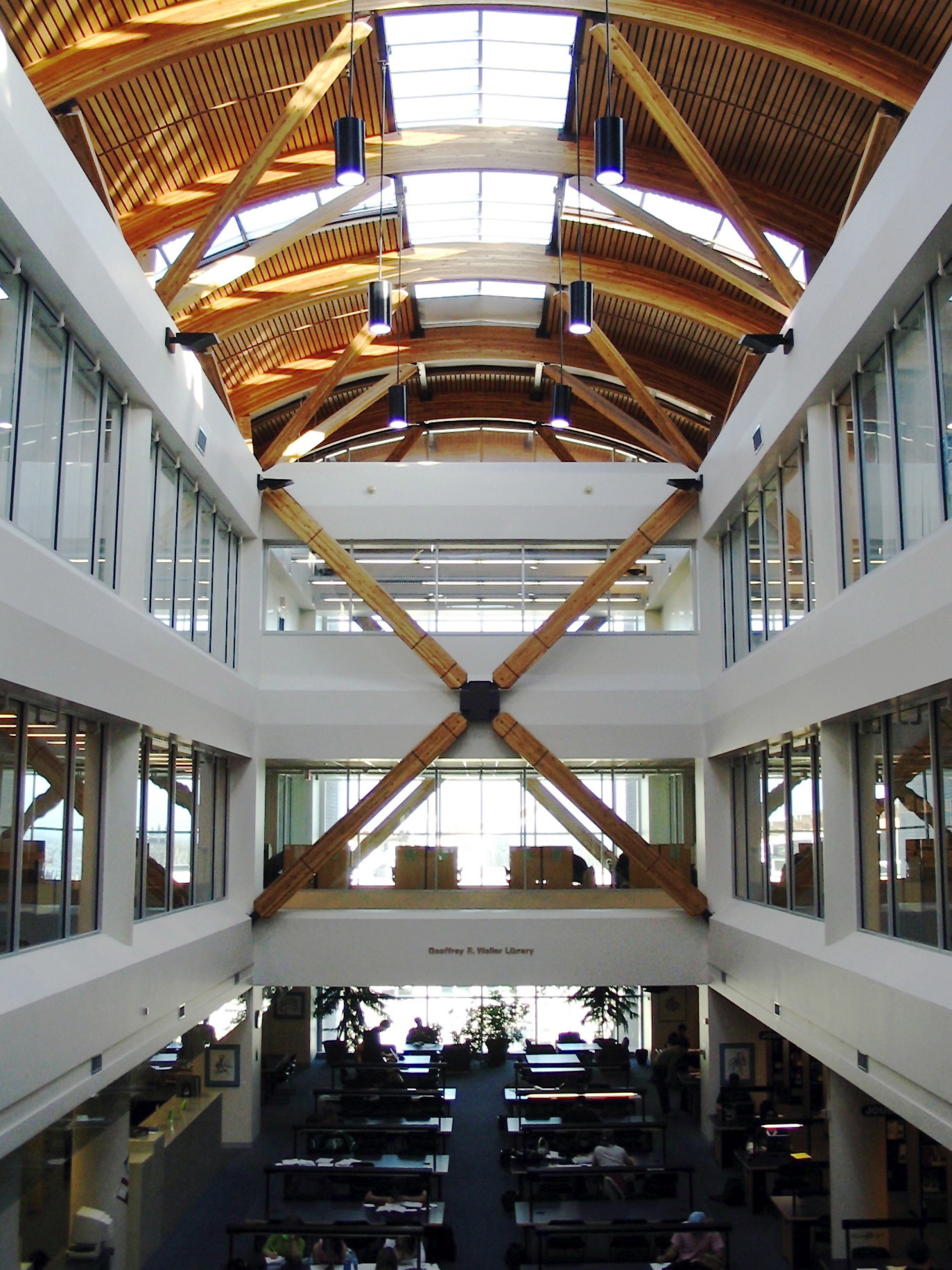
Biblioteca de la universidad.

La Universidad del Norte de Columbia Británica  (en inglés: University of Northern British Columbia; en sus siglas: UNBC) es una universidad pública canadiense cuya sede principal se encuentra en Prince George, en la provincia de Columbia Británica. Cuenta además con sedes regionales en el norte de la provincia, situados en ciudades como: Prince Rupert, Terrace, Quesnel y en Fort St. John. Entre los años 2007 y 2008, se matricularon un total de 4.177 estudiantes en esta casa de estudios.

## Historia
Su historia comienza en que el gobierno provincial decide establecer una nueva universidad en el norte de la provincia, que oficialmente logró establecerse el 22 de junio de 1990. La universidad ofreció poco después de su apertura, en 1992 y 1993, algunos cursos en locales alquilados porque hasta ese momento, no ha sido concretamente construida completamente aún. La casa de estudios fue inaugurada oficialmente en 1994 por la Reina Isabel II con 1.500 estudiantes, en una ceremonia situada en el campus de Prince George. Con esto, culminó una nueva etapa de construcción que se completó después de dos años.

## Egresado notable
- James Moore - político canadiense.

## Investigación
- Aleza Lake Research Forest
- BC Rural and Remote Health Research Institute
- Centre of Excellence for Children and Adolescents with Special Needs
- High-Performance Computing Centre
- I.K. Barber Enhanced Forestry Lab
- Institute for Social Research and Evaluation
- National Collaborating Centre for Aboriginal Health
- Natural Resources and Environmental Studies Institute
- Northern BC Archives
- Northern BC Community Development Institute
- John Prince Research Forest
- Quesnel River Research Centre
- Women North Network / Northern FIRE

## Afiliaciones
- UArctic, ACU, AUCC, IAU, U Sports, AUFSC, CBIE.